# التحول الاجتماعي للطب الأمريكي
التحول الاجتماعي للطب الأمريكي هو كتاب من تأليف بول ستار نشرته دار بازيك بوكس عام 1982.  فاز الكتاب عام 1984 بجائزة بوليتزر للكتب غير الخيالية العامة  بالإضافة إلى جائزة بانكروفت. 
كتب كابيرس جونز: "يتناول كتاب بول ستار بالتفصيل محاولات الجمعية الطبية الأمريكية لتحسين التدريب الأكاديمي للأطباء، ووضع قانون سوء الممارسة المهنية للتخلص من الدجالين، وتحسين الوضع المهني للأطباء." 
نُشرت طبعة ثانية مع خاتمة جديدة لستار في عام 2017.

## الروابط الخارجية
- The Social Transformation of American Medicine at Open Library